# Realme 5 Pro
realme 5 Pro (також відомий в Китаї як realme Q) — смартфон, розроблений компанією realme, що є покращеною версією realme 5. Був представлений 20 серпня 2019 року.

## Дизайн
Екран виконаний зі скла Corning Gorilla Glass 3+. Корпус смартфона виконаний з пластику.
Знизу знаходяться роз'єм USB-C, динамік, мікрофон та 3.5 мм аудіороз'єм. Зверху розташований другий мікрофон. З лівого боку смартфона розташовані кнопки регулювання гучності та слот під 2 SIM-картки і карту пам'яті формату MicroSD до 256 ГБ. З правого боку розміщена кнопка блокування смартфону. Сканер відбитку пальця знаходиться на задній панелі.
В Україні realme 5 Pro продавався в кольорах Crystal Green (бірюзовий) та Sparkling Blue (синій).

## Технічні характеристики

### Платформа
Смартфони отримали процесор Qualcomm Snapdragon 712 та графічний процесор Adreno 616.

### Батарея
Батарея отримала об'єм 4035 мА·год та підтримку швидкої зарядки VOOC 3.0 на 20 Вт.

### Камери
Смартфон отримав основну квадрокамеру 48 Мп, f/1.8 (ширококутний) + 8 Мп, f/2.2 (надширококутний) + 2 Мп, f/2.4 (макро) + 2 Мп, f/2.4 (сенсор глибини) з фазовим автофокусом та здатністю запису відео в роздільній здатності 4K@30fps. Фронтальна камера отримала роздільність 16 Мп, діафрагму f/2.0 (ширококутний) та здатність запису відео у роздільній здатності 1080p@30fps.

### Екран
Екран IPS LCD, 6.3", FullHD+ (2340 × 1080) зі співвідношенням сторін 19.5:9, щільністю пікселів 409 ppi та краплеподібним вирізом під фронтальну камеру.

### Пам'ять
Realme 5 Pro продавався в комплектаціях 4/64, 6/64, 4/128 та 8/128 ГБ. В Україні продавалася лише версія на 4/128 ГБ.
Realme Q продавався в комплектаціях 6/64, 6/64 та 8/128 ГБ.

### Програмне забезпечення
Смартфон був випущений на ColorOS 6 на базі Android 9 Pie. Був оновлений до realme UI 2.0 на базі Android 11.